# Giacomo David
Pour les articles homonymes, voir David.
 (juin 2025).
La mise en forme du texte ne suit pas les recommandations de Wikipédia : il faut le « wikifier ».
Les points d'amélioration suivants sont les cas les plus fréquents. Le détail des points à revoir est peut-être précisé sur la page de discussion.
- Les titres sont pré-formatés par le logiciel. Ils ne sont ni en capitales, ni en gras.
- Le texte ne doit pas être écrit en capitales (les noms de famille non plus), ni en gras, ni en italique, ni en « petit »…
- Le gras n'est utilisé que pour surligner le titre de l'article dans l'introduction, une seule fois.
- L'italique est rarement utilisé : mots en langue étrangère, titres d'œuvres, noms de bateaux, etc.
- Les citations ne sont pas en italique mais en corps de texte normal. Elles sont entourées par des guillemets français : « et ».
- Les listes à puces sont à éviter, des paragraphes rédigés étant largement préférés. Les tableaux sont à réserver à la présentation de données structurées (résultats, etc.).
- Les appels de note de bas de page (petits chiffres en exposant, introduits par l'outil «  Source ») sont à placer entre la fin de phrase et le point final[comme ça].
- Les liens internes (vers d'autres articles de Wikipédia) sont à choisir avec parcimonie. Créez des liens vers des articles approfondissant le sujet. Les termes génériques sans rapport avec le sujet sont à éviter, ainsi que les répétitions de liens vers un même terme.
- Les liens externes sont à placer uniquement dans une section « Liens externes », à la fin de l'article. Ces liens sont à choisir avec parcimonie suivant les règles définies. Si un lien sert de source à l'article, son insertion dans le texte est à faire par les notes de bas de page.
- La présentation des références doit suivre les conventions bibliographiques. Il est recommandé d'utiliser les modèles {{Ouvrage}}, {{Chapitre}}, {{Article}}, {{Lien web}} et/ou {{Bibliographie}}. Le mode d'édition visuel peut mettre en forme automatiquement les références.
- Insérer une infobox (cadre d'informations à droite) n'est pas obligatoire pour parachever la mise en page.

Pour une aide détaillée, merci de consulter Aide:Wikification.
Si vous pensez que ces points ont été résolus, vous pouvez retirer ce bandeau et améliorer la mise en forme d'un autre article.
Giocomo David, parfois orthographié Davide, né en 1750 à Presezzo et mort en 1830 à Bergame, est un ténor italien.

## Biographie
Père du  ténor Giovanni David et époux de la soprano Paola Borelli (vers 1750 – après 1830), on sait très peu de choses sur le début de la carrière de Giacomo David. Après une formation auprès de Nicola Sala, il se produit dès ses 20 ans dans les principaux théâtres italiens, et en particulier au San Carlo de Naples et au Teatro San Benedetto de Venise. Dans la même ville, il participe à l'inauguration de La Fenice, en interprétant le rôle d'Eraclide dans I giuochi d'Agrigento de Giovanni Paisiello.
En 1791, le ténor se produit pour la première fois à Londres, où son nom de famille Davide est définitivement anglicisé à David. Là bas, il se produit au King's Theatre de Haymarket dans l'un de ses rôles favoris, le rôle-titre du Pirro de Paisiello. Le 17 mai, aux Hannover Square Rooms, il participe à un concert de charité où il interprète, entre autres, l'air Cara deh torna, composé spécialement pour l'occasion par Joseph Haydn.
En 1782, il fait ses débuts à la Scala de Milan et y réapparaît constamment. En 1801, il participe également à l'inauguration du Regio Teatro Nuovo de Trieste, en jouant, les 20 et 21 avril, le rôle de Scipione dans Annibale in Capua de Salieri et celui de Polinesso dans Ginevra di Scozia de Mayr lors des premières des pièces.
La carrière de Giacomo David a duré jusqu'en 1820. Son répertoire inclus surtout les oeuvres de Paisiello, Simon Mayr, Ferdinando Bertoni, Domenico Cimarosa, Pietro Guglielmi, Giuseppe Sarti, Niccolo Zingarelli. Il a notamment pu participer aux productions lyriques de Francesco Bianchi, aux côtés des castrats Girolamo Crescentini et Gaspare Pacchierotti, et de la soprano Brigida Banti, qui partageaient ses idéaux et ses goûts musicaux.
Giacomo David est le véritable point de référence d'une école de ténors, à laquelle appartiennent des figures comme Andrea Nozzari et son fils Giovanni David, ses élèves puis le couple d'or du style lyrique de Rossini, tout comme les chanteurs Eliodoro Bianchi, Domenico Donzelli, Giovanni Battista Rubini et Marco Bordogni. 
David meurre, très regretté, à Bergamo en 1830.

## Caractéristiques artistiques
Giacomo David représente le prototype du ténor baryton de la fin du XVIIIe siècle, doté d'un volume de voix, mais non dépourvu d'un timbre sonore, même lorsqu'il joue en falsetto. Ses capacités de virtuose le distinguent de ses contemporains. De son vivant, il commence à jeter les bases du mythe romantique du ténor.  En 1786, pour la première fois dans l'histoire du Teatro Regio de Turin, la rémunération versée au ténor pour la saison du carnaval est supérieure à celle du castrat, le « premier homme ». 
Virtuose acrobatique, il fut aussi de ceux, avec les derniers castrats, Girolamo Crescentini et Gaspare Pacchierotti, les ténors Matteo Babini et Giovanni Ansani, les primadonnas Brigida Banti, Luísa Todi de Agujar et Giuseppina Grassini, qui s'opposèrent à la dérive du bel canto dans la seconde moitié du  XVIIIe siècle. Ils s'opposèrent aux mélodies suraiguës incontrôlées et tentèrent au  de retrouver, comme l'écrivait Rodolfo Celletti, la passion et la vigueur caractéristiques de l'âge d'or du chant au début du  XVIIIe siècle. Ils contribuèrent donc à jeter les bases de ce qui allait bientôt être le grand finale de Rossini.

## Rôles créés
La liste suivante n’est peut-être pas exhaustive, mais couvre une grande partie de la carrière de Giacomo David.
| Rôle                | Titre de l'Opéra                             | Genre                                              | Auteur                             | Théâtre                                       | Date de la première représentation |
| ------------------- | -------------------------------------------- | -------------------------------------------------- | ---------------------------------- | --------------------------------------------- | ---------------------------------- |
| Conte Ernesto       | L'incognita perseguitata                     | dramma giocoso                                     | Pasquale Anfossi                   | Regio Ducal Teatro di Milano                  | été 1773                           |
|                     | Zon-Zon principe di Kibin-kin-ka             | dramma giocoso                                     | Giuseppe Gazzaniga                 | Regio Ducal Teatro di Milano                  | automne 1773                       |
| Trasimede           | Merope                                       | dramma per musica (opera seria)                    | Pietro Alessandro Guglielmi        | Nuovo Teatro Regio di Torino                  | 26 décembre 1774                   |
| Idreno              | L'isola di Alcina ossia Alcina e Ruggiero    | dramma per musica (opera seria)                    | Felice Alessandri                  | Nuovo Teatro Regio di Torino                  | 26 janvier 1775                    |
| Artabano            | Artaserse                                    | dramma per musica (opera seria)                    | Giovanni Battista Borghi           | Teatro (Gallo) San Benedetto di Venezia       | 26 décembre 1775                   |
| Alceo               | Aristo e Temira (Temira e Aristo)            | cantata pastorale (dramma per musica)              | Ferdinando Bertoni                 | Teatro (Gallo) San Benedetto di Venezia       | 3 janvier 1776                     |
| Imeneo              | Orfeo ed Euridice                            | dramma per musica                                  | Ferdinando Bertoni                 | Teatro (Gallo) San Benedetto di Venezia       | 3 janvier 1776                     |
| Creonte             | Antigona                                     | dramma per musica (opera seria)                    | Michele Mortellari                 | Teatro (Gallo) San Benedetto di Venezia       | 11 mai 1776                        |
| Antigone            | Eumene                                       | dramma per musica (opera seria)                    | Giovanni Battista Borghi           | Teatro (Grimani) San Benedetto di Venezia     | 26 décembre 1777                   |
| Medonte             | Medonte, re di Epiro                         | dramma per musica (opera seria)                    | Giuseppe Radicchi                  | Teatro (Gallo) San Benedetto di Venezia       | 3 janvier 1778                     |
| Dario               | La disfatta di Dario                         | dramma per musica                                  | Tommaso Traetta                    | Teatro (Gallo) San Benedetto di Venezia       | février 1778                       |
| Alessandro Magno    | L'Alessandro nelle Indie                     | dramma per musica (opera seria)                    | Luigi Marescalchi                  | Teatro (Gallo) San Benedetto di Venezia       | 27 mai 1778                        |
| Osroa               | Adriano in Siria                             | dramma per musica                                  | Giuseppe Sarti                     | Teatro della Torre Argentina di Roma          | 26 décembre 1778                   |
| Antigono            | Antigono                                     | dramma per musica                                  | Giuseppe Gazzaniga                 | Teatro della Torre Argentina di Roma          | 31 janvier 1779                    |
| Learco              | Erifile                                      | dramma per musica (opera seria)                    | Felice Alessandri                  | Teatro Nuovo di Padova                        | 12 juin 1780                       |
| Medonte             | Medonte                                      | dramma per musica (opera seria)                    | Josef Mysliveček                   | Teatro della Torre Argentina di Roma          | janvier 1780                       |
| Alessandro Magno    | Alessandro nelle Indie                       | dramma per musica (opera seria)                    | Domenico Cimarosa                  | Teatro della Torre Argentina di Roma          | 11 février 1781                    |
| Cajo Mario          | Il Cajo Mario                                | dramma per musica (opera seria)                    | Ferdinando Bertoni                 | Teatro (Gallo) San Benedetto di Venezia       | 24 mai 1781                        |
| Alessandro          | Alessandro e Timoteo                         | dramma per musica (opera seria)                    | Giuseppe Sarti                     | Teatrino di Corte di Parma                    | 6 avril 1782                       |
| Prisco              | La Circe                                     | dramma per musica (opera seria)                    | Domenico Cimarosa                  | Teatro alla Scala di Milano                   | 26 décembre 1782                   |
| Ataliba             | L'Idalide o sia La vergine del sole          | dramma per musica (opera seria)                    | Giuseppe Sarti                     | Teatro alla Scala di Milano                   | 8 janvier 1783                     |
| Medonte             | Medonte re d'Epiro                           | dramma per musica                                  | Gaetano Andreozzi "Jommellino"     | Teatro di Alessandria                         | octobre 1783                       |
| Agamennone          | Briseide                                     | dramma per musica (opera seria)                    | Francesco Bianchi                  | Nuovo Teatro Regio di Torino                  | 27 décembre 1783                   |
| Ircano              | Amaionne                                     | dramma per musica (opera seria)                    | Bernardino Ottani                  | Nuovo Teatro Regio di Torino                  | 24 janvier 1784                    |
| Cajo Mario          | Cajo Mario                                   | dramma per musica (opera seria)                    | Francesco Bianchi                  | Real Teatro San Carlo di Napoli               | 30 mai 1784                        |
| Orgonte/Canopo      | Artenice                                     | dramma per musica (opera seria)                    | Giacomo Tritto                     | Real Teatro San Carlo di Napoli               | 13 août 1784                       |
| Catone              | Catone in Utica                              | tragedia per musica                                | Francesco Antonelli Torre          | Real Teatro San Carlo di Napoli               | 4 novembre 1784                    |
| Antigono            | Antigono                                     | dramma per musica (opera seria)                    | Giovanni Paisiello                 | Real Teatro San Carlo di Napoli               | 12 janvier 1785                    |
| Rodoaldo            | Ricimero                                     | dramma per musica (opera seria)                    | Nicola Antonio Zingarelli          | Teatro (Gallo) San Benedetto di Venezia       | 5 mai 1785                         |
| Agamennone          | Ifigenia in Aulide                           | dramma serio per musica                            | Angelo Tarchi                      | Teatro Nuovo di Padova                        | juin 1785                          |
| Learco              | Erifile                                      | dramma per musica (opera seria)                    | Carlo Monza                        | Nuovo Teatro Regio di Torino                  | 26 décembre 1785                   |
| Palmoro             | Idalide                                      | dramma per musica (opera seria)                    | Salvatore Rispoli                  | Nuovo Teatro Regio di Torino                  | 28 janvier 1786                    |
| Leotardo            | Olimpia                                      | dramma per musica (opera seria)                    | Alessio Prati                      | Real Teatro San Carlo di Napoli               | 6 juin 1786                        |
| Tito                | Giulio Sabino                                | dramma per musica (opera seria)                    | Giuseppe Sarti                     | Real Teatro San Carlo di Napoli               | 13 août 1786                       |
| Mesenzio            | Mesenzio, re d'Etruria                       | dramma per musica (opera seria)                    | Francesco Bianchi                  | Real Teatro San Carlo di Napoli               | 4 novembre 1786                    |
| Pirro               | Pirro                                        | dramma per musica (opera seria)                    | Giovanni Paisiello                 | Real Teatro San Carlo di Napoli               | 12 janvier 1787                    |
| Saulle              | Il trionfo di Davide                         | dramma sacro per musica                            | Salvadore Rispoli                  | Real Teatro del Fondo di Separazione          | 25 février 1787                    |
| Laocoonte           | Laconte (Laocoonte)                          | dramma per musica (opera seria)                    | Pietro Alessandro Guglielmi        | Real Teatro San Carlo di Napoli               | 30 mai 1787                        |
| Asdrubale           | Scipione Africano                            | dramma per musica (opera seria)                    | Francesco Bianchi                  | Real Teatro San Carlo di Napoli               | 13 août 1787                       |
|                     | Giunone e Lucina                             | componimento drammatico (cantata) con balli e cori | Giovanni Paisiello                 | Real Teatro San Carlo di Napoli               | 8 septembre 1787                   |
| Teseo               | Fedra                                        | dramma per musica (opera seria)                    | Giovanni Paisiello                 | Real Teatro San Carlo di Napoli               | 1 janvier 1788                     |
| Sisara              | Debora e Sisara                              | azione sacra per musica                            | Pietro Alessandro Guglielmi        | Real Teatro San Carlo di Napoli               | 13 février 1788                    |
| Don Giovanni        | La cosa rara                                 | dramma giocoso per musica (opera buffa)            | Vicente Martín y Soler             | Real Teatro San Carlo di Napoli               | 29 octobre 1788                    |
| Adrasto             | Il Rinaldo                                   | dramma per musica                                  | Pëtr Alekseevič Skokov             | Real Teatro San Carlo di Napoli               | 4 novembre 1788                    |
| Catone              | Catone in Utica                              | dramma per musica (opera seria)                    | Giovanni Paisiello                 | Real Teatro San Carlo di Napoli               | 1 janvier 1789                     |
| Flavio Valente      | Ademira                                      | dramma per musica (opera seria)                    | Pietro Alessandro Guglielmi        | Real Teatro San Carlo di Napoli               | 30 mai 1789                        |
| Rodoaldo            | Ricimero                                     | opera seria                                        | Giacomo Siri                       | Real Teatro San Carlo di Napoli               | 13 août 1789                       |
| Alessandro Magno    | Alessandro nell'Indie                        | dramma per musica (opera seria)                    | Pietro Alessandro Guglielmi        | Real Teatro San Carlo di Napoli               | 4 novembre 1789                    |
| Dario               | La disfatta di Dario                         | dramma per musica (opera seria)                    | Giuseppe Giordani "Giordaniello"   | Real Teatro San Carlo di Napoli               | 13 août 1790                       |
| Arsace              | La morte di Semiramide                       | tragedia in musica                                 | Giuseppe Prati                     | Teatro (Venier) San Benedetto di Venezia      | 16 novembre 1791                   |
| Seleuco             | Seleuco, re di Siria                         | dramma per musica (opera seria)                    | Francesco Bianchi                  | Teatro (Venier) San Benedetto di Venezia      | 26 décembre 1791                   |
| Teseo               | Il sacrifizio di Creta ossia Arianna e Teseo | dramma giocoso per musica                          | Peter von Winter                   | Teatro (Venier) San Benedetto di Venezia      | 13 février 1792                    |
| Eraclide            | I giuochi di Agrigento                       | dramma per musica (1ere version)                   | Giovanni Paisiello                 | Teatro alla Fenice di Venezia (inaugurazione) | 16 mai 1792                        |
| Atar                | Tarara o sia La virtù premiata               | dramma per musica (opera seria)                    | Francesco Bianchi                  | Teatro alla Fenice di Venezia                 | 26 décembre 1792                   |
| Alfonso IV          | Ines de Castro                               | dramma per musica                                  | Giuseppe Giordani "Giordaniello",  | Teatro alla Fenice di Venezia                 | 28 janvier 1793                    |
| Latino              | Il trionfo di Camilla                        | opera seria                                        | Pietro Alessandro Guglielmi        | Real Teatro San Carlo di Napoli               | 30 mai 1795                        |
| Radamisto           | Arsinoe                                      | dramma per musica (opera seria)                    | Gaetano Andreozzi "Jommellino"     | Real Teatro San Carlo di Napoli               | 13 août 1795                       |
| Publio Orazio       | Gli Orazi e i Curiazi                        | azione tragica (opera seria)                       | Nicola Antonio Zingarelli          | Real Teatro San Carlo di Napoli               | 4 novembre 1795                    |
| Ottaviano Augusto   | La morte di Cleopatra                        | tragedia per musica                                | Pietro Alessandro Guglielmi        | Real Teatro San Carlo di Napoli               | 22 juin 1796                       |
| Neleo               | Artemisia regina di Caria                    | dramma serio per musica                            | Domenico Cimarosa                  | Real Teatro San Carlo di Napoli               | 12 juin 1797                       |
|                     | Consalvo di Cordova                          | opera seria                                        | Giuseppe Maria Curcio (Curci)      | Real Teatro San Carlo di Napoli               | 13 août 1797                       |
| Ulisse              | Andromaca                                    | dramma per musica                                  | Giovanni Paisiello                 | Real Teatro San Carlo di Napoli               | 4 novembre 1797                    |
| Antigono            | Antigono                                     | dramma per musica                                  | Antonio De Santis                  | Real Teatro San Carlo di Napoli               | 12 janvier 1798                    |
| Gionata             | Gionata Maccabeo                             | oratorio (azione sacra)                            | Pietro Alessandro Guglielmi        | Real Teatro San Carlo di Napoli               | 28 février 1798                    |
| Don Rodrigo         | Ines de Castro                               | opera seria (1ere version)                         | Nicola Antonio Zingarelli          | Teatro della Cannobiana di Milano             | 11 octobre 1798                    |
| Kaibar              | Idante ovvero I sagrifizj d'Ecate            | dramma per musica                                  | Marcos António da Fonseca Portugal | Teatro alla Scala di Milano                   | 14 février 1800                    |
| Scipione            | Annibale in Capua                            | dramma serio per musica                            | Antonio Salieri                    | Regio Teatro Nuovo di Trieste (inaugurazione) | 20 avril 1801                      |
| Polinesso           | Ginevra di Scozia                            | dramma eroico-serio per musica                     | Giovanni Simone Mayr               | Regio Teatro Nuovo di Trieste (inaugurazione) | 21 avril 1801                      |
| Tito Manlio         | I Manlii                                     | melodramma                                         | Giuseppe Nicolini                  | Teatro alla Scala di Milano                   | 26 décembre 1801                   |
| Antinoo             | I misteri èleusini                           | dramma per musica                                  | Giovanni Simone Mayr               | Teatro alla Scala di Milano                   | 6 janvier 1802                     |
| Polluce             | Castore e Polluce                            | melodramma serio                                   | Vincenzo Federici                  | Teatro alla Scala di Milano                   | janvier 1803                       |
| Nerestano           | Zaira ossia Il trionfo della religione       | dramma tragico-serio per musica                    | Vincenzo Federici                  | Teatro Carcano di Milano (inaugurazione)      | 3 septembre 1803                   |
| Ottone              | Adelasia e Aleramo                           | melodramma serio                                   | Giovanni Simone Mayr               | Teatro alla Scala di Milano                   | 26 décembre 1806                   |
| Ottavio             | Cleopatra                                    | melodramma eroico                                  | Joseph Weigl                       | Teatro alla Scala di Milano                   | 19 décembre 1807                   |
| Motezuma            | La conquista del Messico                     | melodramma eroico                                  | Ercole Paganini                    | Teatro alla Scala di Milano                   | 4 février 1808                     |
| Marco Albino        | I Gauri                                      | melodramma serio                                   | Carlo Mellara                      | Teatro alla Fenice di Venezia                 | 22 février 1810                    |
| Genio della Francia | Il pegno di pace                             | cantata a 3 voci                                   | Francesco Caffi                    | Teatro alla Fenice di Venezia                 | 11 mars 1810                       |
| Eacide              | Il salto di Leucade                          | opera seria                                        | Luigi Mosca                        | Real Teatro San Carlo di Napoli               | 15 janvier 1812                    |